# Paronychia (roślina)

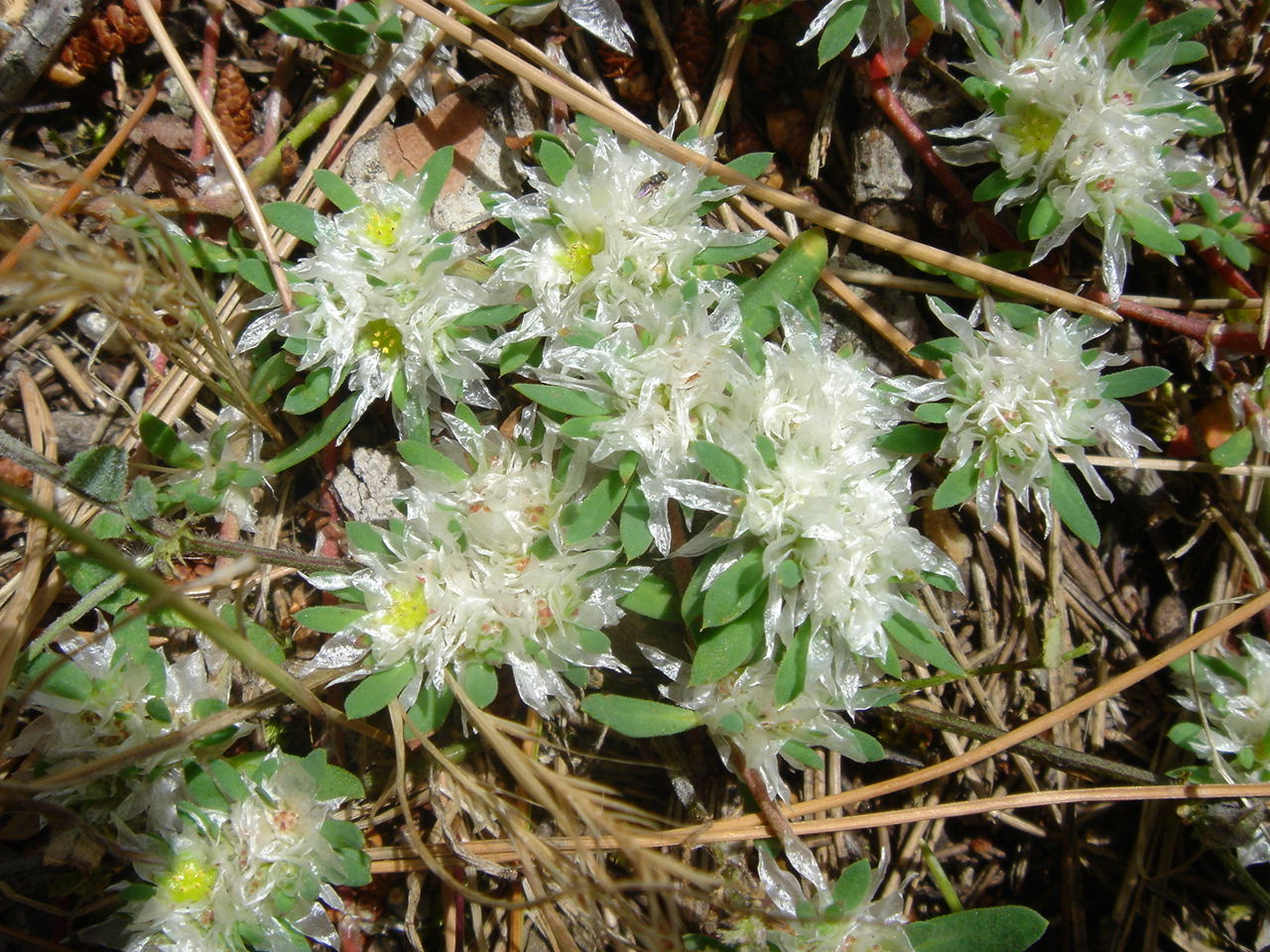
Paronychia argentea

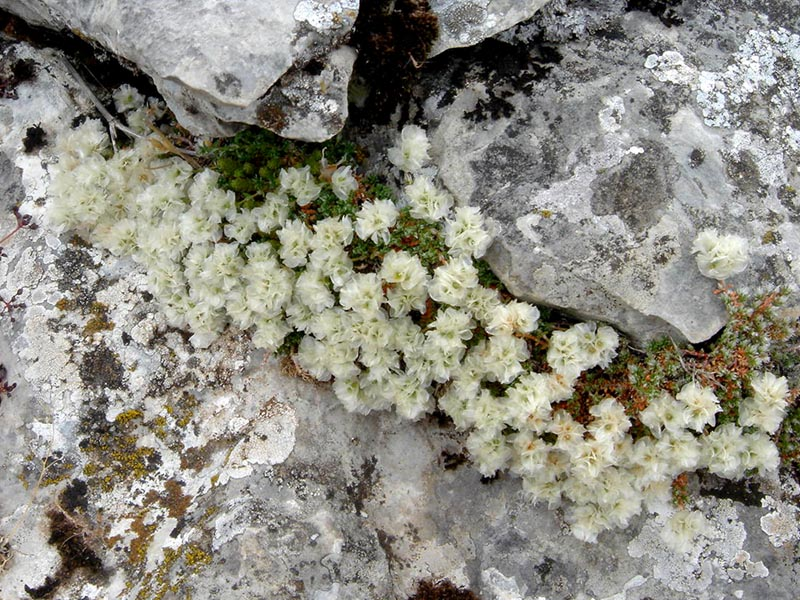
Paronychia Kapeli

Paronychia (Paronychia) – rodzaj roślin jednorocznych, dwuletnich i bylin z rodziny goździkowatych (Caryophyllaceae). Obejmuje ok. 110 gatunków występujących w strefie klimatu umiarkowanego ciepłego na obu kontynentach amerykańskich, w Europie, Azji i Afryce. Niektóre gatunki uprawiane są jako ozdobne, także w Polsce.

## Morfologia

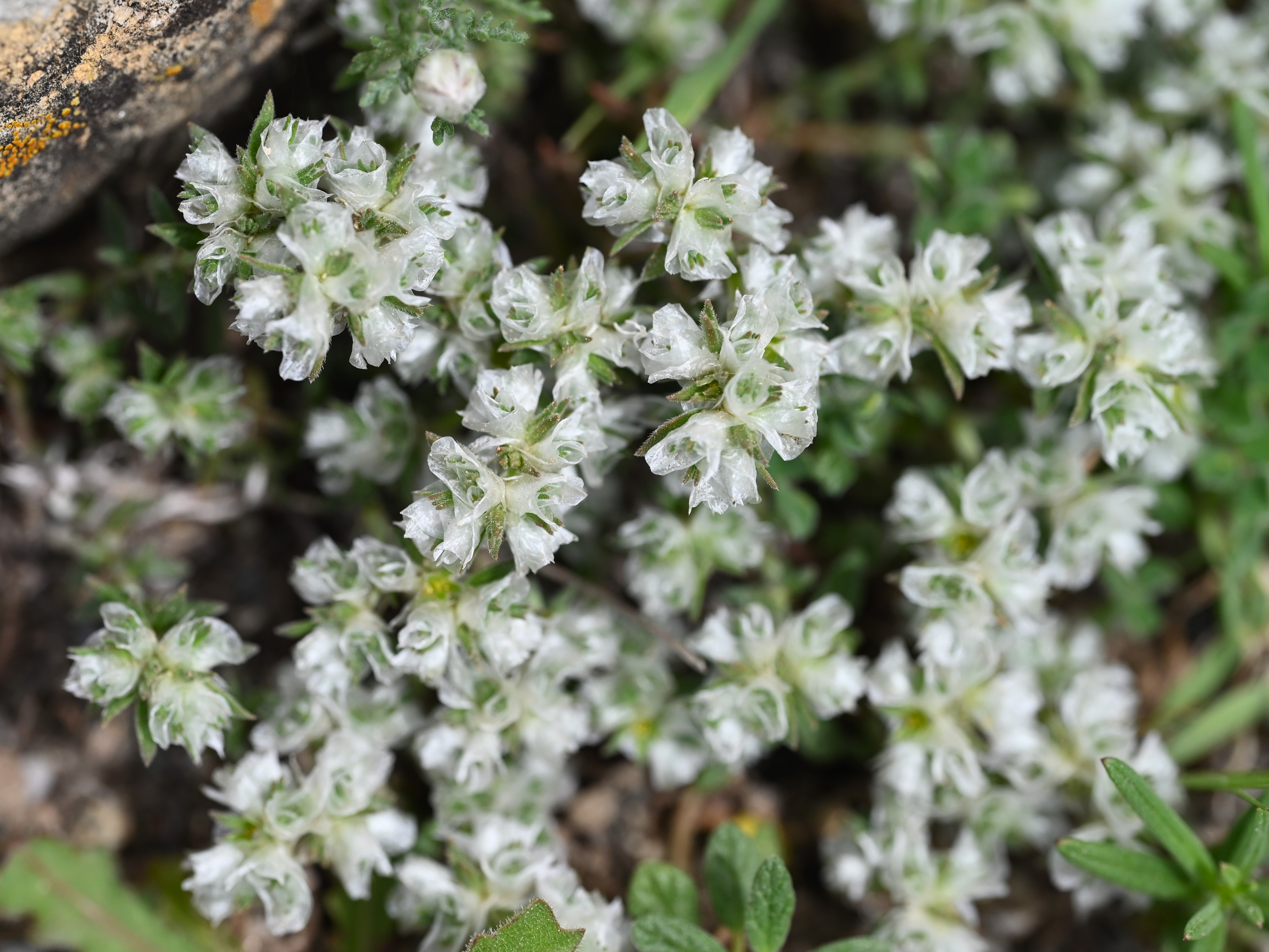
Paronychia capitata

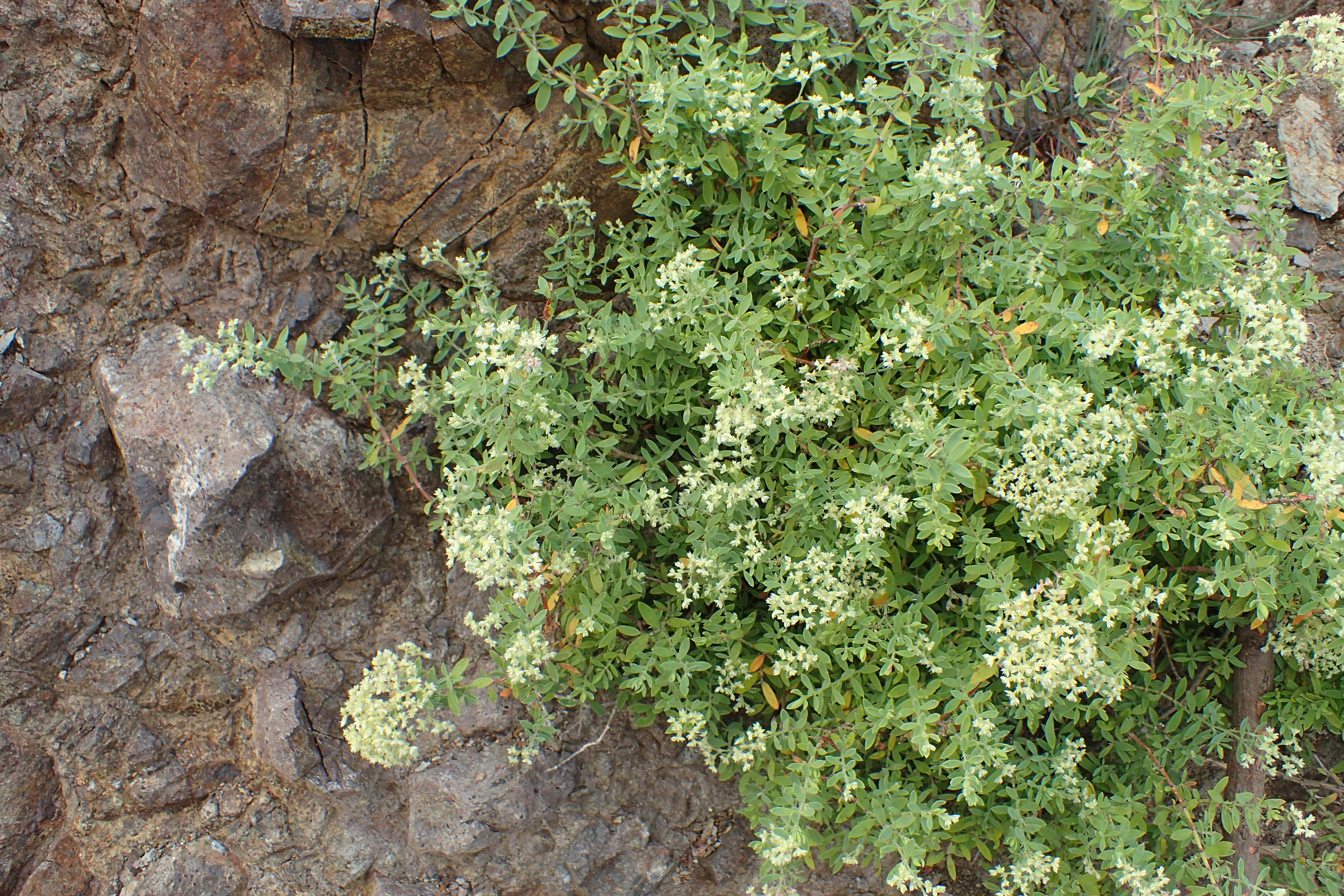
Paronychia canariensis

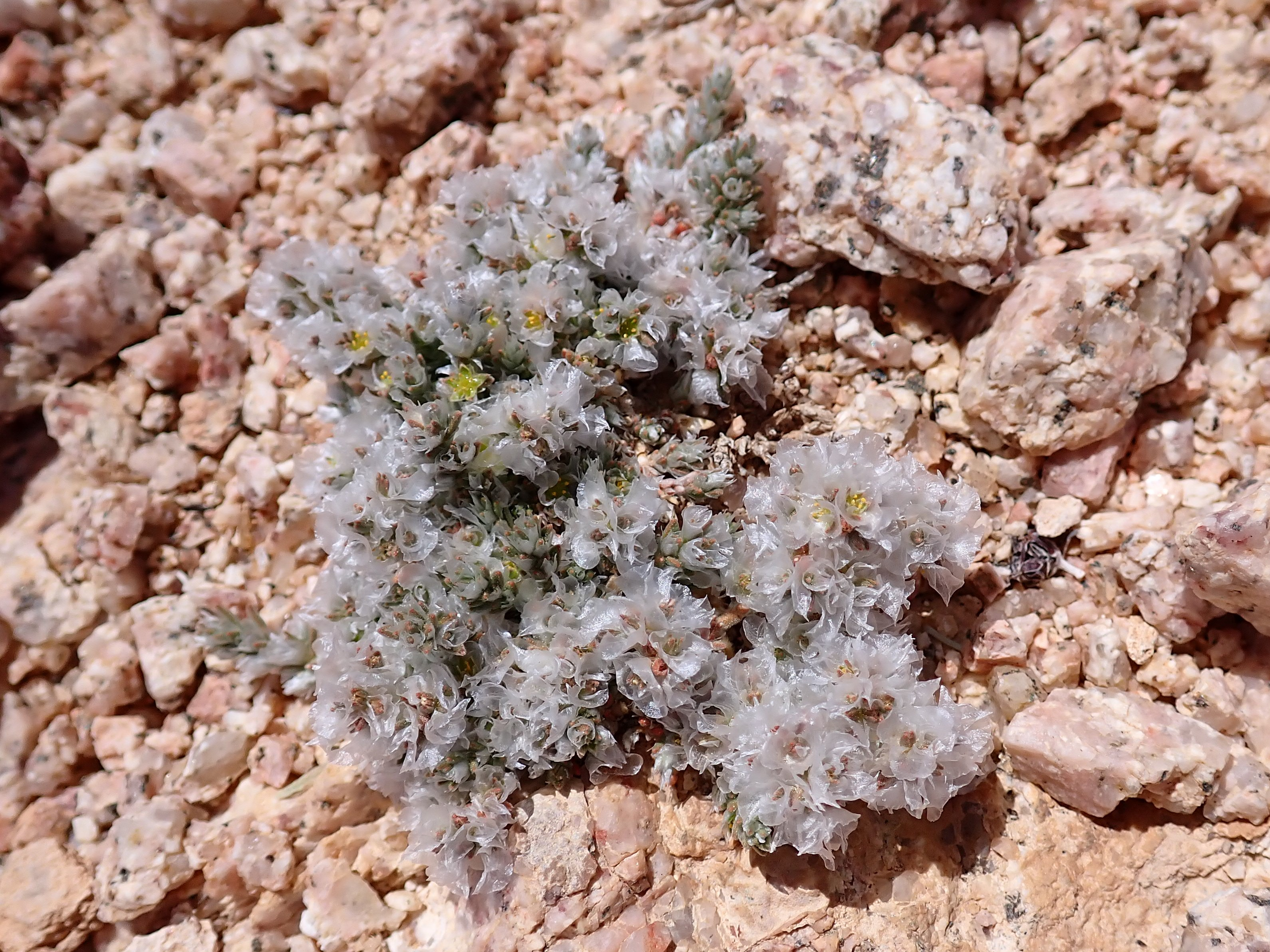
Paronychia sinaica

PokrójPędy płożące, podnoszące się lub wzniesione, słabo lub mocniej rozgałęzione. W przypadku niektórych bylin u nasady drewniejące.
LiścieNaprzeciwległe, ze zrośniętymi przylistkami w każdym węźle. Przylistki nierzadko okazałe, białawe lub srebrzyste, lancetowate lub owalne, całobrzegie lub postrzępione, czasem na szczycie rozwidlone. Liście dolne siedzące, górne u niektórych gatunków ogonkowe. Blaszka liściowa 1-żyłkowa, równowąska do eliptycznej, u niektórych gatunków mięsista. Na szczycie zaokrąglona, zaostrzona lub z osadzonym kolcem.
KwiatyWyrastają pojedynczo lub w gęstych kwiatostanach szczytowo lub rzadziej w kątach liści. Kwiaty często siedzą w kątach przerastających je przysadek rosnących w parach (często na podobieństwo liścia i przylistka). Kwiaty zwykle są obupłciowe, czasem obecne są też kwiaty rozdzielnopłciowe. Dno kwiatowe kubeczkowate, działek 5, białych, żółtawych, zielonych lub czerwonobrązowych o długości od 0,4 do 4,5 mm. Na brzegach działki są błoniaste, przejrzyste, różnie zakończone (bywają kapturkowato zagięte, zaostrzone lub tępe). Pręcików jest zazwyczaj 5, prątniczków brak lub też 5. Szyjka słupka pojedyncza lub dwie, zakończona główkowato lub nitkowata, zwykle z dwoma znamionami na szczycie.
OwoceTorebki owalne, kuliste lub czterokanciaste rozwijające się na wzniesionych szypułach i mają ścianki błoniaste. Zawierają kuliste lub owalne, brązowe nasiona.

## Systematyka
Pozycja według APweb (aktualizowany system APG III z 2009)
Rodzaj należy do rodziny goździkowatych (Caryophyllaceae), rzędu goździkowców (Caryophyllales) w obrębie dwuliściennych właściwych. W obrębie goździkowatych należy do podrodziny Paronychioideae  plemienia Paronychieae. Badania molekularne wykazały, że tradycyjnie ujmowany rodzaj jest polifiletyczny – podrodzaj Anoplonychia (Fenzl) Chaudhri obejmujący 48 gatunków występujących w Europie, Azji i Afryce ma wspólne pochodzenie z rodzajem połonicznik (Herniaria) i Philippiella, podczas gdy podrodzaje Paronychia i Siphonychia są siostrzane dla rodzaju Gymnocarpos.
Wykaz gatunków (nazwy zaakceptowane według The Plant List)
- Paronychia albanica Chaudhri
- Paronychia americana (Nutt.) Fenzl ex Walp.
- Paronychia andina A. Gray
- Paronychia aretioides DC.
- Paronychia argentea Lam.
- Paronychia argyrocoma (Michx.) Nutt.
- Paronychia baldwinii (Torr. & A. Gray) Fenzl ex Walp.
- Paronychia bornmuelleri Chaudhri
- Paronychia brasiliana DC.
- Paronychia cabrerae Chaudhri
- Paronychia camphorosmoides Cambess.
- Paronychia canadensis (L.) Alph. Wood
- Paronychia canariensis (L. f.) Link
- Paronychia capitata (L.) Lam. – paronychia głowiasta
- Paronychia cephalotes (M.Bieb.) Besser – paronychia główkowata
- Paronychia chartacea Fernald
- Paronychia chilensis DC.
- Paronychia chionaea Boiss.
- Paronychia communis Cambess.
- Paronychia depressa (Torr. & A. Gray) Nutt. ex A. Nelson
- Paronychia drummondii Torr. & A. Gray
- Paronychia echinulata Chater
- Paronychia ellenbergii Chaudhri
- Paronychia erecta (Chapm.) Shinners
- Paronychia fasciculata Chaudhri
- Paronychia fastigiata (Raf.) Fernald
- Paronychia franciscana Eastw.
- Paronychia fusciflora Chaudhri
- Paronychia herniarioides (Michx.) Nutt.
- Paronychia hieronymi Pax
- Paronychia jamesii Torr. & A. Gray
- Paronychia kapela (Hacq.) A.Kern. – paronychia Kapeli
- Paronychia libertadiana Chaudhri
- Paronychia limaei Chaudhri
- Paronychia lindheimeri Engelm. ex A. Gray
- Paronychia macbridei Chaudhri
- Paronychia macedonica Chaudhri
- Paronychia macrosepala Boiss.
- Paronychia mandoniana Rohrb.
- Paronychia maroccana Chaudhri
- Paronychia mexicana Hemsl.
- Paronychia microphylla Phil.
- Paronychia monticola Cory
- Paronychia muschleri Chaudhri
- Paronychia patula Shinners
- Paronychia peruviana Chaudhri
- Paronychia polygonifolia (Vill.) DC. – paronychia rdestolistna
- Paronychia pontica (Borhidi) Chaudhri
- Paronychia pulvinata A. Gray
- Paronychia rechingeri Chaudhri
- Paronychia revoluta C.E.Carneiro & Furlan
- Paronychia rouyana Coincy
- Paronychia rugelii (Chapm.) Shuttlew. ex Chapm.
- Paronychia setacea Torr. & A. Gray
- Paronychia setigera (Gillies) F. Herm.
- Paronychia suffruticosa (L.) Lam.
- Paronychia taurica Borhidi & Sikura
- Paronychia virginica Spreng.
- Paronychia weberbaueri Chaudhri